# Takahashi (Fluss)
Der Fluss Takahashi (japanisch 高梁川 Takahashi-gawa) ist ein Fluss in Japan.  Das Quellgebiet liegt in der Präfektur Tottori. Von hier fließt der Takahashi über eine Länge von 111 km bis in die Seto-Inlandsee im Südwesten der Präfektur Okayama, wo er neben dem Asahi und Yoshii zu den drei Hauptflüssen gehört. Der Takahashi ist ein Klasse-A Fluss nach der Klassifizierung des Japanischen  Ministeriums für Land, Infrastruktur, Transport und Tourismus.